# Слотер, Наджент
Наджент Слотер (англ. Nugent Slaughter, 17 марта 1888, Виргиния — 27 декабря 1968, Оровилл, Бьютт, Калифорния, США) — американский художник-постановщик спецэффектов и звукового смешения. В 1929 году был номинирован на премию «Оскар» в категории инжиниринг-эффекты. Номинация не связана с конкретным фильмом, хотя по воспоминаниям академиков [каких?] он упоминался [где?] [кем?] чаще всего из-за фильма «Певец джаза». 